# Viviane Obenauf
Viviane Obenauf, amtlich Viviane Obenauf Tagliavini  (* 25. Oktober 1986 in Rio de Janeiro) ist eine ehemalige brasilianische Profiboxerin. Sie wurde wegen Mordes an ihrem Ehemann zu 18 Jahren Haft rechtskräftig verurteilt.

## Leben
Obenauf wuchs in São Geraldo und Juiz de Fora im brasilianischen Bundesstaat Minas Gerais als Viviane de Jesus Costa auf. Sie spielte früh Fussball. Dem strengen Elternhaus wollte sie zweimal entfliehen, was ihr nicht gelang. De Jesus Costa erreichte jedoch, dass sie vorzeitig als volljährig erklärt wurde und von zuhause ausziehen konnte. Den Lebensunterhalt bestritt sie zunächst als Hotelangestellte. 2008 wanderte sie nach Europa aus und heiratete ein Jahr später den Österreicher Christian Obenauf, welchen sie in der Schweiz kennengelernt hatte. Zwei Jahre später bekam das Paar einen Sohn. Nach der Schwangerschaft baute sie ihr Übergewicht mit Boxtraining ab. Mit ihrem Mann wechselte sie den Wohnsitz nach der Steiermark. 
Nachdem sie sich von ihrem Mann trennte, kehrte sie 2013 mit ihrem Kind zusammen in die Schweiz zurück, wo sie die Wirtefachprüfung in Basel ablegte. Anschliessend arbeitete sie bis 2018 in der Gastronomie. In Interlaken betrieb sie ein Box-Gym, und sie lebte in Oberried am Brienzersee im Berner Oberland. Dort heiratete sie im Januar 2020 den Wirt Marco T. (1959–2020). Ihre Beziehungen zum Heimatland Brasilien brach sie aber nicht ab. So setzte sie sich für das Projekt Esporte e Vida für arme Kinder in der kleinen brasilianischen Stadt Sao Geraldo ein, wo sie aufgewachsen ist.

### Verurteilung wegen Mordes
Am 9. November 2020 wurde Obenauf wegen des Vorwurfs, ihren zweiten Ehemann mit einem Baseballschläger erschlagen zu haben, verhaftet. Sie bestreitet den Vorwurf. Am 9. Dezember 2022 wurde sie in einem Indizienprozess erstinstanzlich wegen Mordes zu 16 Jahren Gefängnis und zwölf Jahren Landesverweis verurteilt. Sie legte dagegen Berufung ein. Die Berufungsverhandlung vor dem Berner Obergericht fand im Februar 2024 statt, das Gericht bestätigte den Schuldspruch wegen Mordes, erhöhte die Strafe auf 18 Jahre Haft und den Landesverweis auf 14 Jahre. Das Urteil zog Obenauf ans Bundesgericht weiter, das Bundesgericht bestätigte das Urteil, damit wurde es rechtskräftig.

## Boxkarriere
Obenauf nahm an mehreren Amateurkämpfen in der Schweiz teil. In 2012 wurde sie Schweizer Meisterin im Leichtgewicht. Im Jahr 2013 kämpfte sie im österreichischen Kader. Anfang 2014 wechselte sie ins Profiboxteam Thun (Kanton Bern). Ab 2014 absolvierte sie mehrere Kämpfe als professionelle Boxerin in der Gewichtsklasse Leichtgewicht und Superfedergewicht.

### Kämpfe mit Pressekommentaren
- Obenauf siegte gegen die Polin Karina Kopinska am 1. Oktober 2016 in Bern.[11]
- Obenauf verlor gegen Weltmeisterin Katie Taylor in Manchester am 10. Dezember 2016.[12]
- Obenauf kämpfte gegen Chantelle Cameron aus Northampton in Leicester (England) am 12. Dezember 2017 um den WM-Titel der IBO im Leichtgewicht und verlor.[12]
- Sieg in Cardiff (Wales) am 4. August 2018 gegen Natasha Jonas (6 Kämpfe, 5 KO-Siege) in der vierten Runde. Damit holte Obenauf den WBA-Titel International im Superfedergewicht.[13][3]
- Obenauf trat am 4. Dezember 2018 in Paris gegen die bisher ungeschlagene Weltmeisterin Maiva Hamadouche in einem IBF-Titelkampf an und musste aufgeben, nachdem sie zwei Finger gebrochen hatte.[14]
- Nach ihrer Verletzung in Paris organisierte Obenauf am 27. April 2019 ein Box Meeting Schweiz gegen Polen in Interlaken. Ihr Wiedereinstieg in das Profiboxkampfgeschehen gelang.[15]

## Audio
- Mordurteil gegen Berner Boxweltmeisterin – wer ist diese Frau? In: Tages-Anzeiger, Crime-Podcast «Unter Verdacht» (1/3), 2. Mai 2024 (schweizerdeutsch, 22 Min.).
  - Teil 2/3 (35 Min.).
  - Teil 3/3 (23 Min.).

### Mediale Beachtung
- Thomas Rickenbach: Das Berner «Golden Girl» hat schlagende Argumente. In: Blick.ch. 31. März 2015, archiviert vom Original (nicht mehr online verfügbar).
- Gustavo Penna: Nos Ringues da Europa. In: Tribuna de Minas. 9. August 2015 (portugiesisch).
- Patrick Mäder: Thuner Boxerin wieder oben auf. In: Blick.ch. 29. Februar 2016.
- Daniel Leu: «Ich will Weltmeisterin werden»: Interview mit Viviane Obenauf. In: Blick.ch. 24. April 2016, archiviert vom Original (nicht mehr online verfügbar).
- Ilona Stämpfli: Die Boxerin. (Video; 23 Minuten) In: SRF-Sendung «Reporter». 16. Juni 2019.